# La vedova scaltra (Oper)
La vedova scaltra (deutscher Titel: Die schalkhafte Witwe) ist eine Oper (Originalbezeichnung: „commedia lirica“) in drei Akten von Ermanno Wolf-Ferrari (Musik) mit einem Libretto von Mario Ghisalberti nach der gleichnamigen Komödie von Carlo Goldoni. Die Uraufführung fand am 5. März 1931 im Teatro dell’Opera di Roma statt.

## Handlung

### Erster Akt
Szene 1. Vor dem geschlossenen Vorhang sitzen der Engländer Milord Runebif, der Franzose Monsieur Le Bleau, der Spanier Don Alvaro und der italienische Conte di Bosco Nero bei Wein an einem runden Tisch und singen ein französisches Lied. Jeder von ihnen preist seine Heimat. Auch Arlecchino, der Diener des Wirtshauses, stimmt in den Gesang ein. Monsieur lenkt das Gespräch auf die schöne junge Witwe Rosaura, die sich in der vergangenen Nacht von ihnen allen bedienen ließ. Jeder würde sie am liebsten für sich gewinnen. Runebif schickt ihr durch Arlecchino einen seiner Ringe, um seinen Besuch anzukündigen, und verabschiedet sich. Le Bleau will sofort zu Rosaura gehen. Der Conte bezweifelt, dass sie ihn einlassen werde, da sie keine Besuche möge. Don Alvaro ist zuversichtlich, dass sich Rosaura wegen seines Reichtums für ihn entscheiden werde.
Szene 2. Ein hübscher kleiner Raum in Rosauras Haus; im Hintergrund eine offene Tür; links ein Diwan mit Stühlen und einem kleinen Tisch; dahinter eine große Porzellanvase auf einer Säule; rechts ein weiterer kleiner Tisch mit einigen Drucken. Es ist Tag. Rosaura betrachtet sich in einem Spiegel, während sie von der als französische Zofe gekleideten Marionette zurechtgemacht wird. Wenige Monate nach dem Tod ihres ersten Mannes denkt Rosaura bereits wieder ans Heiraten. Marionette rät ihr zu einem französischen Mann, da Eifersucht in Frankreich unbekannt sei. Arlecchino kündigt den Besuch Runebifs an und überreicht Rosaura dessen Ring. Sie ist zwar bereit, Milord zu empfangen, weist aber zu Arlecchinos Verwunderung den Ring zurück. Wenig später trifft Runebif ein. Er schmeichelt Rosaura und überredet sie, den Ring ohne eine damit verbundene Verpflichtung anzunehmen. Er wolle sie nicht heiraten, sondern sich nur während seiner Zeit in Venedig gelegentlich mit ihr treffen. Kurz darauf erscheint auch der Conte di Bosco Nero. Der empört sich darüber, dass Rosaura bereits den Engländer empfangen hat und ihm Schokolade servieren lässt. Runebif findet sein Verhalten abstoßend und verabschiedet sich höflich von Rosaura. Der Graf hingegen nutzt seine Chance nicht, sondern zeigt sich eifersüchtig. Rosaura weist ihn darauf hin, dass sie durchaus Gefühle für ihn habe, aber auch ihre Freiheit schätze. Bosco Nero verlässt wütend das Haus.
Szene 3. Der Vorhang ist bis auf drei Meter über dem Boden heruntergezogen. Tageslicht. Monsieur Le Bleau und Marionette treffen sich zufällig auf der Straße. Die beiden kennen sich von früher, und Monsieur versucht sofort, Marionette Informationen über Rosaura zu entlocken. Deren Aufenthaltsort im Garten verrät sie aber erst nach einer kleinen Geldspende, die ihr Le Bleau unverzüglich geben muss. Sein Zögern entlockt ihr einen unvorteilhaften Vergleich mit den Engländern, die ihre Schulden immer sofort zahlen.
Szene 4. Rosauras Garten an der Lagune; große Bäume; blühende Büsche; geformte Buchsbaum-Hecken; Sitzgelegenheiten rechts und links; ein breiter Weg durchquert alles bis zum Ufer der Lagune im Hintergrund. Rechts zwischen den Pflanzen bringt Monsieur Le Bleau Rosaura mit der Flöte ein Ständchen. Als sie auftaucht, bewundert er ihre Schönheit, entdeckt aber noch eine verirrte Haarsträhne, die er gleich selbst abschneidet. Seine Freundlichkeit bezaubert Rosaura, bis es ihr doch zu viel des Guten wird. Mit den Worten, dass sie bedauerlicherweise nicht in Paris geboren sei, zieht Monsieur sich zurück. In diesem Augenblick verkünden Gitarren, Mandolinen und ein Chor die Ankunft des vierten Verehrers Don Alvaro in seiner Gondel. Rosaura bittet Marionette, sich um ihn zu kümmern, bis sie bereit ist. Während er wartet, fällt Alvaros goldene Uhr zu Boden. Als Marionette sie aufheben will, hält sein Diener sie davon ab: Die Uhr habe seine Füße berührt und sei seiner Hand daher nicht mehr würdig. Marionette wundert sich darüber, dass die Uhr in England hergestellt wurde. Das erklären der Diener und Don Alvaro damit, dass in Spanien kaum jemand arbeite, weil es dort keine armen Leute gebe. Marionette beeilt sich, ihre Herrin zu holen.

### Zweiter Akt
Szene 1. Wie in der ersten Szene des ersten Akts. Monsieur Le Bleau beauftragt Arlecchino, Rosaura ein Miniaturporträt von sich zu bringen und ihr ein Sonett vorzutragen. Dabei soll er französische Kleidung tragen. Der Conte schickt seinen Lakaien Folletto mit einem Entschuldigungs-Brief zu ihr und Milord seinen Diener Birif mit Diamanten. Während Arlecchino sich bemüht, das Sonett zu lernen, erscheint Don Alvaro und fordert ihn auf, Rosaura einen „Schatz“ (seine Ahnentafel) zu bringen und ein Gedicht vorzusingen.
Szene 2. Ein anderer Raum in Rosauras Haus mit einem Spinett und einem Schreibtisch. Rosaura begleitet sich selbst bei einem Lied über Daphne und Amaryllis („Nella notturna selva“), als Marionette den französisch gekleideten Arlecchino hereinführt. Er überreicht ihr Monsieurs Porträt und das Sonett, flirtet ein bisschen mit Marionette, während Rosaura ihre Antwort schreibt, und geht wieder. Marionette rät Rosaura, auf Le Bleaus Werbung einzugehen. Anschließend erscheint Folletto mit dem Brief des Conte. Auch er liebäugelt mit der Dienerin, bevor er sich mit Rosauras Antwort entfernt. Rosaura findet das Schreiben überzeugend, will aber noch vorsichtig sein. Dann kommt Birif mit den Juwelen des Engländers. Er erwartet keine Antwort und nimmt auch kein Trinkgeld an, bevor er geht. Rosaura meint zu Marionette, dass Liebe nicht gekauft werden könne. Jetzt kehrt Arlecchino zurück. Er trägt spanische Kleidung und überreicht ihr Don Alvaros Stammbaum und Gedicht. Nachdem er fort ist, machen sich die beiden Frauen über den Spanier und Arlecchino lustig. Rosaura gesteht Marionette, dass ihr im Grunde alle vier Bewerber gefallen. Sie wisse aber, wie sie ihre Wahl treffen könne. Abschließend wendet sich Marionette an das Publikum: Jedem sei bekannt, dass der schlechteste Ehemann hängenbleibe. Sie geht tänzelnd ab.
Szene 3. Ein kleiner Platz mit dem Gasthof „Scudo di Francia“ auf der rechten Seite; links und rechts je zwei Straßen; im Hintergrund ein Kanal mit einer Brücke. Der Conte versucht vergeblich, mit Milord ins Gespräch zu kommen. Birif und Folletto berichten von ihrem Besuch bei Rosaura. Birif erhält ein großzügiges Trinkgeld und zieht sich zurück. Der Conte verscheucht seinen Diener einfach, bevor er sich Rosauras Antwort zuwendet, die zu seiner größten Zufriedenheit ausgefallen ist. Don Alvaro wartet seinerseits ungeduldig auf Arlecchino. Als der endlich eintrifft, behauptet er, Rosaura habe die Ahnentafel mehrfach geküsst. Dann habe er ihr das Gedicht „wie ein Schwan“ vorgetragen. Er überreicht Don Alvaro ein Schreiben, in dem sich Rosaura für das Bild (des Franzosen) bedankt. Arlecchino hat die Briefe verwechselt und muss sich nun mühsam herausreden. Zu seiner Enttäuschung erhält er von dem Spanier nur eine Fahrlizenz anstelle eines Trinkgelds. Dafür will er sich später rächen. Als Le Bleau erscheint, verschwindet Arlecchino, um kurz darauf in französischer Kleidung zurückzukehren. Er behauptet, Rosaura habe bei seinem Gesang einen Schwächeanfall erlitten. Dann gibt er Le Bleau das letzte (an Don Alvaro gerichtete) Schreiben und muss natürlich wieder nach Erklärungen suchen – was ihm erstaunlich gut gelingt. Der Franzose gibt ihm als Lohn einen Teil des wertvollsten Dinges der Welt: einen Schnipsel von Rosauras Brief. Arlecchino kehrt damit zu Marionette zurück, die einen Anteil seines Lohns verlangt, wie dies in diesem Land Brauch sei. Er gibt ihr daraufhin mit ähnlichen Worten wie zuvor Le Bleau ein Stück seines Briefschnipsels und läuft davon. Marionette verfolgt ihn schimpfend. Dorfbewohner kommen aus den Häusern und kommentieren das Schauspiel. Arlecchino wirft einem der Umstehenden den französischen Hut und Mantel über und klettert auf ein Dach, von dem aus er Marionette verspottet. Sie muss nun ihrerseits vor den Bürgern die Flucht ergreifen.

### Dritter Akt
Szene 1. Hinter einer kleinen Öffnung im silbernen Vorhang ist Rosauras kleines Wohnzimmer zu sehen; in der Mitte ein Tisch, auf dem einige Briefstapel liegen; im Hintergrund eine Tür. Rosaura schreibt Anschriften auf Briefe, deren Umschläge Marionette verschließt. Sie erläutert Marionette, dass sie als Dame des jeweiligen Landes verkleidet die Treue ihrer Verehrer auf die Probe stellen wolle. Sie werde dann denjenigen wählen, der ihr widerstehen könne. Die Briefe sind Einladungen zu einem Ball, bei dem sie alle zusammenbringen will. Marionette glaubt, dass keiner der vier bestehen werde.
Szene 2. Ein kleiner Platz mit einem Café im Hintergrund und zwei Kanälen rechts und links; Nachmittag. Monsieur Le Bleau und Don Alvaro betrachten zweifelnd Rosauras Antwortschreiben. Arlecchino bemerkt dies und vertauscht die Briefe geschickt. Jetzt wissen die beiden natürlich auch, was der jeweils andere Rosaura geschenkt hat. Sie ziehen ihre Degen, um sich zu duellieren. Bevor Le Bleau jedoch seinem Kontrahenten folgen kann, wird er von einer Gruppe hübscher Dienerinnen abgelenkt, die Rosauras Einladungen verteilen. Runebif und der Conte begegnen sich im Café. Der Engländer fordert Bosco Nero zum Duell und verwundet ihn am Arm. Der Italiener verlässt geschlagen das Lokal. Rosaura setzt sich als Engländerin verkleidet zu Runebif, behauptet, sie sei eine alte Bekannte von ihm, und lädt ihn zum Ball ein. Sie erhält eine goldene Schachtel als Erkennungszeichen. Beide gehen. Don Alvaro ist wütend, dass Le Bleau ihm nicht gefolgt ist. Sein Zorn vergrößert sich noch, als Arlecchino ihn wegen seiner Liebe zu Rosaura verhöhnt. Ausgerechnet jetzt kehrt der Franzose zurück, und Alvaro zieht sofort den Degen. Beide kämpfen, bis Rosaura, als Französin verkleidet, dazwischentritt und Le Bleau ihre Liebe erklärt. Dieser ist sofort bereit, Rosaura ihretwegen aufzugeben, und gibt ihr als Pfand eine Phiole mit Rosenwasser. Nachdem sie fort ist, stellt er fest, dass er die Schöne ja nicht einmal kennt. Er nimmt den Kampf gegen Alvaro wieder auf. Rosaura unterbricht die beiden, nun als Spanierin verkleidet. Sie vertreibt Le Bleau und erinnert Don Alvaro an seine spanische Ehre und seine Mutter. Sie hingegen liebe ihn und sei gekommen, ihn vor der Schande zu retten. Alvaro gibt ihr als Symbol ihrer Verbindung seine Tabakdose und zieht sich zurück. Arlecchino erzählt dem Conte, dass Rosaura die Gäste des Wirtshauses zu ihrem Ball geladen habe. Diese tritt ihm als Venezianerin verkleidet entgegen. Er geht jedoch nicht auf ihre Bemühungen ein, sondern erklärt ihr geradeheraus, dass er eine andere, Rosaura, liebe. Da sie ihn um ein Erinnerungsstück bittet, gibt er ihr ein Taschentuch und verabschiedet sich. Rosaura ist überglücklich.
Szene 3 „ultima“. Vor dem Vorhang promenieren die Gäste mit ihren Einladungen. Alle versammeln sich erwartungsvoll zu Rosauras Ball, einem „Arkadischen Fest“. Marionette tritt als „Eros“ auf und kündigt ihre Herrin als „Rose von Arkadien“ an. Rosaura verkündet, dass sie ihren Ehemann öffentlich wählen werde. Sie stellt den Gästen nacheinander ihre vier Bewerber vor und gibt Runebif, Le Bleau und Alvaro mit entsprechenden Erklärungen die Pfänder zurück. Anschließend verkündet sie, sie werde den Conte di Bosco Nero heiraten. Im abschließenden Ensemble in venezianischem Dialekt erkennen alle den Wert der Liebe eines Landsmanns. Dem Herzen könne man nichts befehlen. Arlecchino ergänzt: Es ist nicht so, dass die Oper ohne Fehler sei, aber die Liebe Goldonis sei eine große Sache.

## Gestaltung

### Musik
Die Musik verwendet eine Vielzahl von unterschiedlichen Stilen. An einigen Stellen gibt es Reminiszenzen an die Manierismen der Opera buffa des 18. Jahrhunderts. Neben einigen Secco-Rezitativen mit Cembalo-Begleitung kommt dieses Instrument auch in Rosauras Arie Nella notturna selva in der zweiten Szene des zweiten Akts zum Einsatz. In starkem Gegensatz dazu steht die Don Alvaro zugeordnete „spanische“ Musik. Der Diener Arlecchino stammt aus der Welt der Commedia dell’arte. Er spricht teilweise im venezianischen Dialekt. Die Protagonistin Rosaura drückt ihre Gefühle vorwiegend in Walzerform aus.

### Orchester
Die Orchesterbesetzung der Oper umfasst die folgenden Instrumente:
- Holzbläser: drei Flöten, drei Oboen, drei Klarinetten, drei Fagotte
- Blechbläser: vier Hörner, drei Trompeten, drei Posaunen, Tuba
- Pauken, Schlagzeug, Glockenspiel
- Klavier (bzw. Cembalo)[3]
- Harfe
- Streicher
- Bühnenmusik

## Werkgeschichte
La vedova scaltra ist die vierte der insgesamt fünf Opern, die der deutsch-italienische Komponist Ermanno Wolf-Ferrari nach Texten des venezianischen Komödien-Dichters Carlo Goldoni schrieb. Das Libretto verfasste Mario Ghisalberti nach dessen gleichnamiger Komödie aus dem Jahr 1748. Dieses Stück bzw. dessen Sujet wurde seit dem 18. Jahrhundert bereits mehrfach auf die Opernbühne gebracht: Nachweisbar sind beispielsweise Opern von Alessandro Felici (La donna di spirito, Rom 1770), Niccolò Piccinni (Le quattro nazioni, o La vedova scaltra, Rom 1773), Vincenzo Righini (La vedova scaltra, Prag 1774), Pasquale Anfossi (Il geloso in cimento, Wien 1774), Marcello Bernardini (La donna di spirito, Rom 1787), Raffaele Orgitano (Gli amanti al cimento, Rom 1802), Carlo Cappelletti (La vedova di bell’umore, Rom 1818), Nicola Fornasini (La vedova scaltra, Neapel 1834) und Napoleone Zardo (La vedova scaltra, Bassano 1909).
Die Uraufführung am 5. März 1931 im Teatro dell’Opera di Roma stand unter der musikalischen Leitung von Gino Marinuzzi. Regie führte Marcello Govoni. Die Bühnenbilder stammten von Pieretto Bianco. Die Darsteller waren Adelaide Saraceni (Rosaura), Rina De Ferrari (Marionette), Alessandro Ziliani (Il conte di Bosco Nero), Alessio De Paolis (Monsieur Le Bleau), Giacomo Vaghi (Don Alvaro di Castiglia), Giulio Cirino (Milord Runebif), Emilio Ghirardini (Arlecchino), Adelio Zagonara (Folletto), Mario Bianchi (Birif) und Pierantonio Prodi (Diener Don Alvaros). Es gab insgesamt sieben Aufführungen bis zum 28. März 1931.
Das Werk war in Italien erfolgreich und wurde auch in anderen Ländern gezeigt. Bereits im Mai 1931 gab es eine Neuinszenierung des Librettisten Mario Ghisalberti im Teatro La Fenice in Venedig. 1947 wurde es dort in einer Inszenierung von Mario Frigerio gespielt. Produktionen in italienischer Sprache gab es auch 1931 in Zürich, 1934 in Malta und 1936 in Kairo. Die Erstaufführung der deutschen Übersetzung von Walter Dahms mit dem Titel Die schalkhafte Witwe fand am 20. Oktober 1931 gleichzeitig an der Oper Köln (Leitung: Eugen Szenkar) und der Staatsoper Berlin (Leitung: Leo Blech, mit Vera Schwarz, Tilly de Garmo, Fritz Soot, Marcel Wittrisch, Willi Domgraf-Fassbaender, Theodor Scheidl und Emanuel List) statt. 1935 veröffentlichte R. Egle eine lettische Übersetzung. 1983 nahm die Wexford Festival Opera das Werk ins Programm. 2004 gab es eine Neuproduktion der Opéra National de Montpellier. Anlässlich der Feierlichkeiten zum 300. Geburtstag von Carlo Goldoni zeigte das Teatro La Fenice 2007 eine neue Inszenierung von Massimo Gasparon, von der ein Videomitschnitt veröffentlicht wurde.
Diese Oper wird gelegentlich als eines der weniger gelungenen Werke Wolf-Ferraris bezeichnet. Ulrich Schreiber nannte sie einen „schwache[n] Abglanz seiner früheren Komödien“, und John C. G. Waterhouse meinte in seinem Artikel für Grove Music, sie könne kaum zu seinen Meisterwerken gezählt werden („it can scarcely be ranked among Wolf-Ferrari’s masterpieces“). Andere Autoren widersprechen dem jedoch. John Steane kommentierte anlässlich seiner Rezension der Aufnahme von Enrique Mazzola in Gramophone, er würde diesen Satz mit einem großen Fragezeichen versehen. Die Oper sei musikalisch ein Vergnügen, keinen Moment zu lang für den Zuhörer zuhause, dessen einzige Enttäuschung darin bestehe, dass die entzückenden Ideen so schnell aufeinander folgen, dass man kaum eine willkommen heißen könne, bevor sie der nächsten weichen müsse. Kurt Pahlen schrieb: „Der Komponist ist reifer geworden, seit er vor über einem Vierteljahrhundert zum ersten Male Goldoni vertonte; weniger übersprudelnd vielleicht, aber dafür technisch noch vollendeter. Besonders die Ensembles glitzern und funkeln, wie man es in der zeitgenössischen Oper gar nicht gewöhnt ist.“

## Aufnahmen
- 16. Juli 1955 – Nino Sanzogno (Dirigent), Coro e Orchestra Sinfonica della RAI di Milano.
 Alda Noni (Rosaura), Dora Gatta (Marionette), Agostino Lazzari (Il conte di Bosco Nero), Amilcare Blaffard (Monsieur Le Bleau), Carlo Badioli (Don Alvaro), Antonio Cassinelli (Milord Runebif), Renato Capecchi (Arlecchino), Florindo Andreolli (Folletto), Giorgio Onesti (Birif), Arrigo Cattelani (Don Alvaros Diener).
 Live.
 EJS 471 (2 LPs).[17]
- 1955 – Nino Sanzogno (Dirigent), Corrado Pavolini (Regie), Jacques Lecoq (Choreografie), Luca Crippa (Bühne), Davide Altschüler (Licht), Coro e Orchestra Sinfonica della RAI di Milano.
 Sänger wie bei der LP-Veröffentlichung.
 Opernfilm der Rai Mailand.[18]
- April 2004 – Enrique Mazzola (Dirigent), Orchestre Philharmonique de Montpellier Languedoc-Roussillon, Chœur de l’Opéra de Montpellier.
 Anne-Lise Sollied (Rosaura), Henriette Bonde-Hansen (Marionette), Francesco Piccoli (Il conte di Bosco Nero), Giorgio Trucco (Monsieur Le Bleau), Jonathan Veira (Don Alvaro), Franck Leguérinel (Milord Runebif), Evgueniy Alexiev (Arlecchino).
 Live, konzertant aus Montpellier.
 Accord 476 267 5 (2 CDs).[19]
- 13./15. Februar 2007 – Karl Martin (Dirigent), Massimo Gasparon (Regie, Bühne und Kostüme), Vilmo Furian (Licht), Orchester und Chor des Teatro La Fenice.
 Anne-Lise Sollied (Rosaura), Elena Rossi (Marionette), Mark Milhofer (Il conte di Bosco Nero), Emanuele D’Aguanno (Monsieur Le Bleau), Riccardo Zanellato (Don Alvaro), Maurizio Muraro (Milord Runebif), Alex Esposito (Arlecchino), Luca Favaron (Folletto), Claudio Zancopè (Birif), Antonio Casagrande (Don Alvaros Diener).
 Auch Video; live aus dem Teatro La Fenice in Venedig zum 300. Geburtstag von Carlo Goldoni.
 Naxos 8.660225-26 (2 CDs), Naxos 2.110234-35 (DVD).[20]

## Digitalisate
- Carlo Goldoni: Commedie buffe in prosa. Band 9. Antonio Zatta, Venedig 1791. Digitalisat der Biblioteca Europea di Informazione e Cultura (BEIC)